# Cutrofiano
Cutrofiano (Cutrufiànu in dialetto salentino; Κουτρουφιάνα, Kutrufiàna in grico) è un comune italiano di 8 621 abitanti della provincia di Lecce in Puglia.
Situato nel Salento meridionale, dal 2007 fa parte dell'Unione dei comuni della Grecìa Salentina, sebbene nel paese non si parli più la lingua grica probabilmente già da un secolo e mezzo. All'inizio del XIX secolo, insieme a Sogliano Cavour, Cursi, Cannole ed agli odierni comuni della Grecìa Salentina, formava parte dei Decatría Choría (τα Δεκατρία Χωρία), cioè dei tredici paesi di Terra d'Otranto che conservavano la lingua e le tradizioni greche.

## Geografia fisica

### Territorio
Il territorio del comune di Cutrofiano si estende nella parte centrale della provincia a circa 32 km dal capoluogo, in direzione sud. Occupa una superficie territoriale di 55,72 km² ed è situato a 81 m s.l.m. L'altezza minima è di 65 metri mentre quella massima raggiunge i 119 metri. L'escursione altimetrica risulta essere pari a 54 metri.
Il territorio comunale confina a nord con i comuni di Sogliano Cavour e Galatina, a est con i comuni di Corigliano d'Otranto, Maglie, Melpignano e Scorrano, a sud con i comuni di Supersano e Collepasso, a ovest con i comuni di Aradeo e Neviano.
- Classificazione sismica: zona 4 (sismicità molto bassa), Ordinanza PCM n. 3274 del 20/03/2003

### Clima
Dal punto di vista meteorologico Cutrofiano rientra nel territorio del basso Salento che presenta un clima prettamente mediterraneo, con inverni miti ed estati caldo umide. In base alle medie di riferimento, la temperatura media del mese più freddo, gennaio, si attesta attorno ai +5 °C, mentre quella del mese più caldo, agosto, si aggira sui +30 °C. Le precipitazioni medie annue, che si aggirano intorno ai 676 mm, presentano un minimo in primavera-estate ed un picco in autunno-inverno.
Facendo riferimento alla ventosità, i comuni del basso Salento risentono debolmente delle correnti occidentali grazie alla protezione determinata dalle serre salentine che creano un sistema a scudo. Al contrario le correnti autunnali e invernali da Sud-Est, favoriscono in parte l'incremento delle precipitazioni, in questo periodo, rispetto al resto della penisola.
| Cutrofiano                 | Mesi | Mesi | Mesi | Mesi | Mesi | Mesi | Mesi | Mesi | Mesi | Mesi | Mesi | Mesi | Stagioni | Stagioni | Stagioni | Stagioni | Anno |
| Cutrofiano                 | Gen  | Feb  | Mar  | Apr  | Mag  | Giu  | Lug  | Ago  | Set  | Ott  | Nov  | Dic  | Inv      | Pri      | Est      | Aut      | Anno |
| -------------------------- | ---- | ---- | ---- | ---- | ---- | ---- | ---- | ---- | ---- | ---- | ---- | ---- | -------- | -------- | -------- | -------- | ---- |
| T. max. media (°C)         | 12,4 | 13,0 | 14,8 | 18,1 | 22,6 | 27,0 | 29,8 | 30,0 | 26,4 | 21,7 | 17,4 | 14,1 | 13,2     | 18,5     | 28,9     | 21,8     | 20,6 |
| T. min. media (°C)         | 5,6  | 5,8  | 7,3  | 9,6  | 13,3 | 17,2 | 19,8 | 20,1 | 17,4 | 13,7 | 10,1 | 7,3  | 6,2      | 10,1     | 19,0     | 13,7     | 12,3 |
| Precipitazioni (mm)        | 80   | 60   | 70   | 40   | 29   | 21   | 14   | 21   | 53   | 96   | 109  | 83   | 223      | 139      | 56       | 258      | 676  |
| Umidità relativa media (%) | 79,0 | 78,9 | 78,6 | 77,8 | 75,7 | 71,1 | 68,4 | 70,2 | 75,4 | 79,3 | 80,8 | 80,4 | 79,4     | 77,4     | 69,9     | 78,5     | 76,3 |

- Classificazione climatica di Cutrofiano:[7]
  - Zona climatica: C
  - Gradi giorno: 1240

## Origini del nome
L'origine etimologica risale al nome di persona greco-latino: Oecotrophius; o osco: Octufrius. La toponomastica riporta anche una derivazione collegata all'antica attività di produrre oggetti di terracotta, i cutrubbi, tipici recipienti di argilla (dal greco khytra  che vuol dire vaso), da cui Cutrubbiano, e poi Cutrofiano. Gli abitanti si chiamano cutrofianesi.

## Storia
Di un gruppo di casali medievali, alcuni dei quali sorti su antiche villae rusticae o pagi di epoca romana imperiale, è sopravvissuto alle distruzioni dei turchi nel XV e XVI secolo solo quello più vicino all'antica palude: Cutrofiano.
È nella palude e nelle argille che si giustifica l'antropizzazione del luogo fin dai tempi remoti: l'industria ceramica è documentata non solo dai numerosi prodotti raccolti nel Museo civico, ma anche dalla scoperta di una fornace di epoca romana recentemente emersa in località “Scacciato”. La distruzione di Otranto nel 1480 fu anticipata dalla distruzione di Cutrofiano (una settimana prima di quell'11 agosto) e di tutti i casali circostanti.
Nel Seicento, caduta la paura dei Turchi, e abbattute le misere mura di difesa, il paese iniziò ad espandersi, e le botteghe della ceramica formarono quasi un casale a parte ad est del paese da nord a sud. Nel 1745-50, epoca in cui si redigono i Catasti Onciari voluti dal Re di Napoli Carlo III di Spagna, Cutrofiano contava circa 650 abitanti, 150 dei quali vivevano dell'industria ceramica di pignatari, piattari e codimari (vasai).
Fece parte della Contea di Soleto dal 1319, entrando così nei vastissimi possedimenti dei Del Balzo-Orsini, principi di Taranto e Conti di Lecce. Nel 1484 il casale fu ceduto dalla corona aragonese ai Del Doce - Capece che nel 1664 lo cedettero ai loro parenti Filomarini, che lo tennero fino al 1806, anno in cui fu soppressa la feudalità.
Un caso particolare di lunga diatriba giudiziaria, legata all'eversione feudale, fu quello della foresta di Cutrofiano, che era ancora demanio nel Quattrocento, ed era una propaggine della vasta macchia mediterranea che un tempo ricopriva il basso Salento. Si estendeva a sud del casale per 1000 tomoli, corrispondenti a circa 716 ettari, e costituiva la fonte principale per la provvigione della legna che alimentava i forni per la produzione della terracotta. All'atto della divisione tra feudatario e Universitas l'estensione fu quasi dimezzata ed il feudatario divenne per compromesso proprietario di un bene demaniale.

### Anni sessanta del Novecento
Sin dalla metà degli anni Cinquanta del Novecento e sino all'inizio degli anni Settanta, Cutrofiano conobbe una stagione di sviluppo ed ammodernamento, con l'avvio di numerose opere pubbliche e di interesse generale.
Il centro abitato fu dotato di servizi come le Scuole di via Catania, l'Ufficio postale di via Capo ed il mercato coperto di via Milite Ignoto. Si realizzò la sopraelevazione del Municipio e si costruirono le reti idrica e fognante.
Fu in quel periodo che si regolamentarono vari aspetti della vita quotidiana, soprattutto dal punto di vista sanitario: si ridussero le emissioni di polveri dei numerosi forni situati nel centro cittadino e si proibì l'uso della cosiddetta "caratizza", il carretto che si occupava di raccogliere i liquami prodotti dalle famiglie per farne poi concime per i campi.
Si intrapresero numerose iniziative sociali ed economiche, come la stipula di diverse convenzioni con Enti pubblici ed Istituti di credito per l'erogazione di mutui a basso costo per l'acquisto della prima casa o i servizi di assistenza diurna per i disabili, tra i primi Comuni in Italia.
Nonostante tali iniziative, tuttavia, la comunità cutrofianese conobbe forti correnti migratorie verso le città del nord e verso Svizzera, Germania, Belgio dove le opportunità lavorative erano molto più elevate.
Le condizioni di vita, per la maggior parte dei braccianti, facenti parte di famiglie spesso numerose, erano quelle di chi lavora a giornata ("de sule an sule"). Anche le donne partecipavano ai lavori dei campi nelle giornate di vendemmia e raccolta delle olive. La maggior parte dei lavori erano svolti manualmente e la mancanza di energia elettrica nelle campagne non permetteva nemmeno di sollevare l'acqua dai pozzi.
D'estate si dormiva in campagna e si mangiava una sola volta al giorno, la sera, una minestra di legumi o di ortaggi cotti con i tralci secchi delle viti ("sarmente") o le piante secche di tabacco ("tabaccare"). Ci si trovava poi tutti insieme davanti a un piccolo falò per raccontare qualche storia.
La fertile terra permetteva, nella stessa annata, due diverse coltivazioni anche perché la natura argillosa del sottosuolo permetteva di raccogliere in pozzi profondi 7-8 metri l'acqua usata di giorno per l'irrigazione.
Gli stessi contadini preparavano semenzai e trapiantavano le piantine così che, mentre si essiccava il tabacco a fine agosto, si poteva avviare la coltivazione di cicoria, di rape, di cavoli, sedano e finocchi da raccogliere poi a novembre e dicembre.
Dagli anni settanta, con l'elettrificazione delle campagne, il completamento della rete idrica e fognaria, la cittadina ha potenziato le attività agricole e zootecniche, ed è diventata un punto di riferimento per tutto il Salento.

### Simboli
Lo stemma comunale è rappresentato da uno scudo d'argento, al cavaliere con elmo e mantello, su un cavallo inalberato su campagna al naturale.
Il gonfalone è un drappo di azzurro.

## Monumenti e luoghi d'interesse

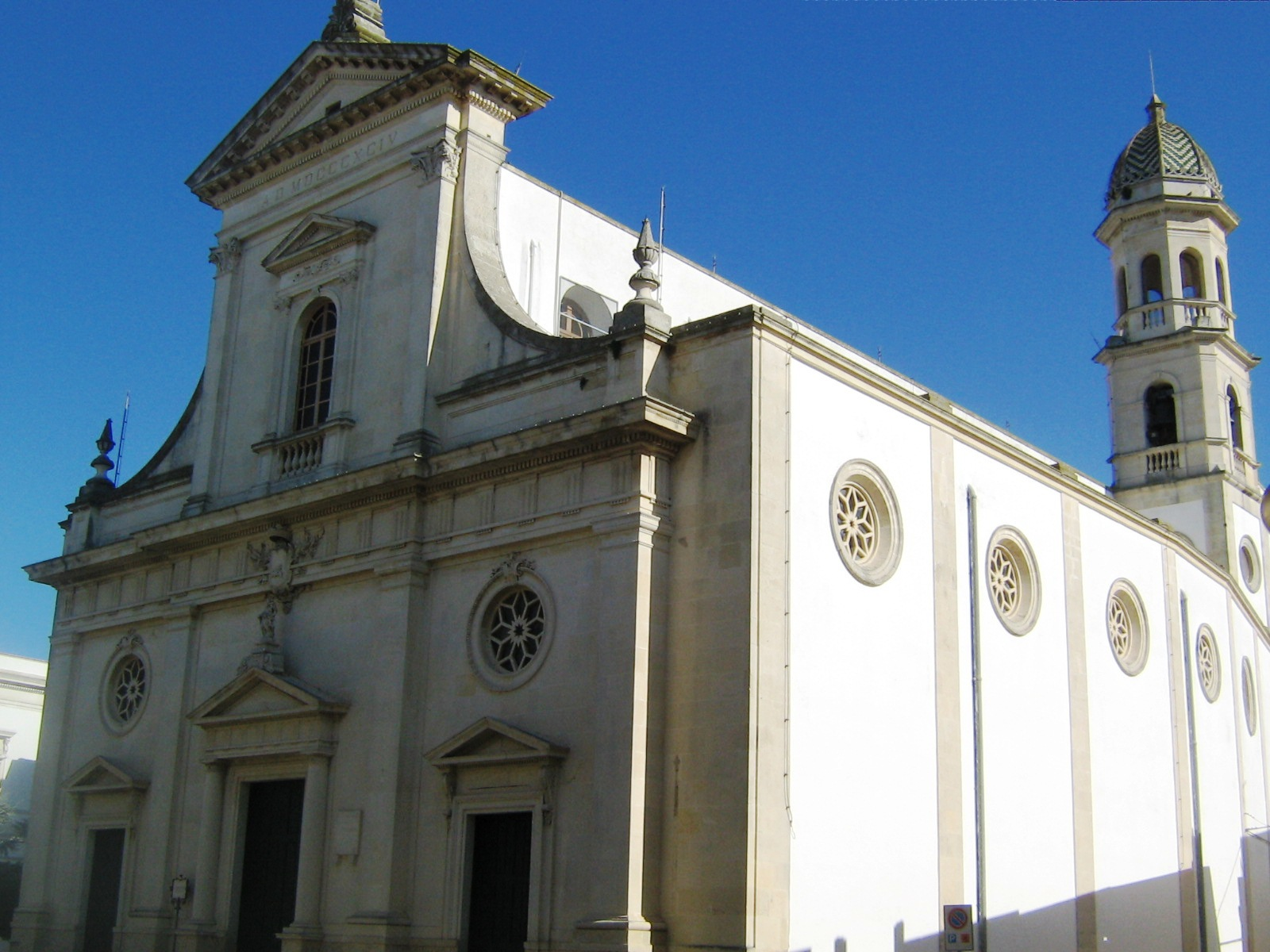
Chiesa madre

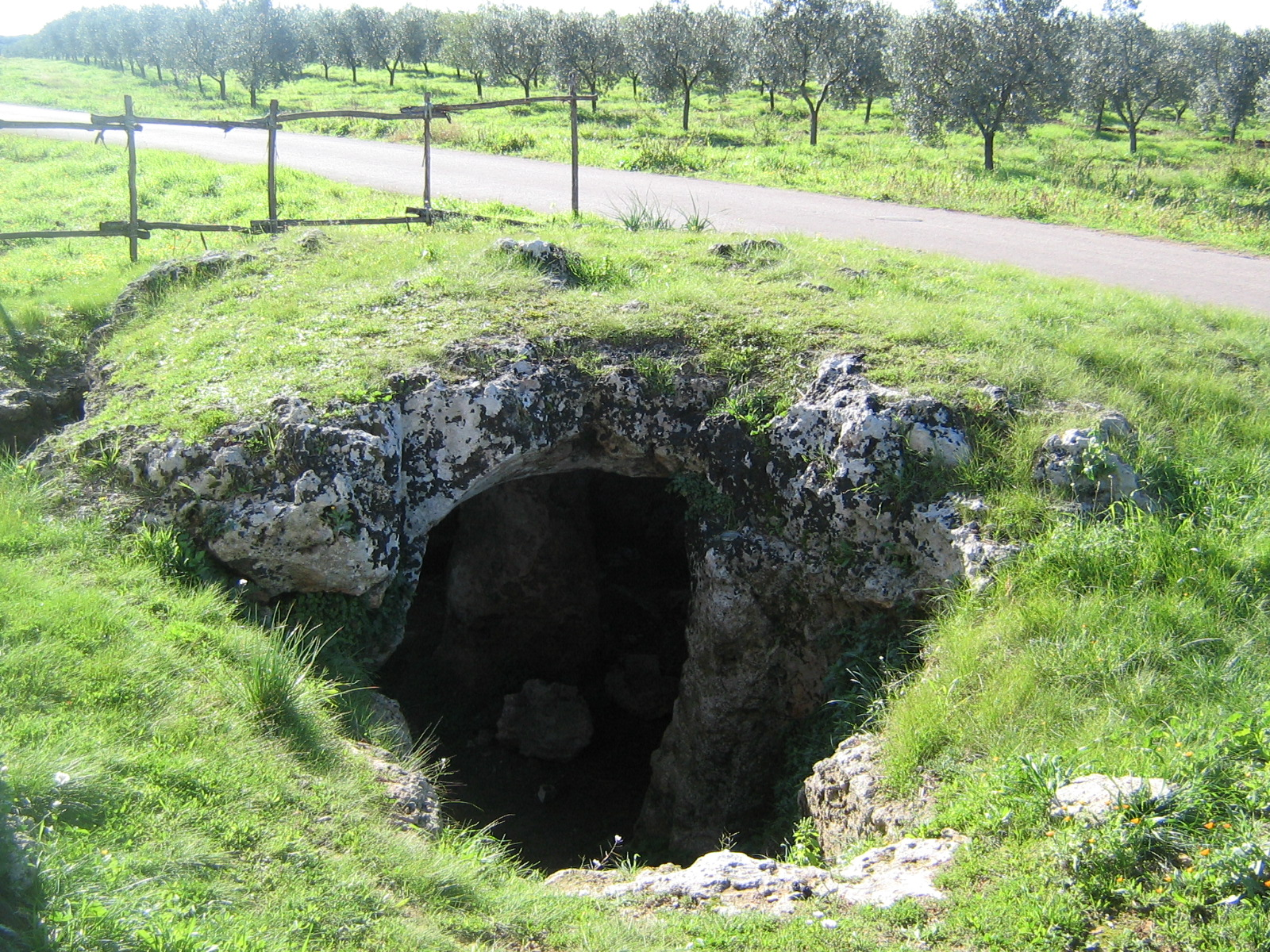
Ingresso della cripta

### Chiesa matrice
La chiesa matrice, dedicata a Nostra Signora della Neve, risale al XVII secolo ma venne rifatta ed ampliata alla fine dell'Ottocento.
Il prospetto è in stile neoclassico e rispecchia la divisione in tre navate dell'interno. È caratterizzato da tre portali,   tutti sormontati da un timpano triangolare e da una finestra a edicola delimitata da due lesene e da una balaustra. L'interno, a tre navate divise da colonne, conserva sette altari in stile barocco, rimontati dalla precedente chiesa seicentesca. Di particolare pregio artistico sono la tela raffigurante la Vergine con il Bambino tra i San Gennaro e San Francesco d'Assisi, opera di Francesco Solimena, e il Crocefisso ligneo del XVII secolo.

### Chiesa dell'Immacolata
La chiesa dell'Immacolata, terminata nel 1772, presenta una pianta a forma ottagonale allungata. Fu voluta molto probabilmente dai maestri della ceramica che in quella zona avevano la gran parte delle loro botteghe e fu costruita con l'aiuto economico dei Filomarini, soprattutto di Lelio, figlio cadetto e longevo del primo duca Alfonso (+ 1692).
Presenta un'elegante facciata divisa in due ordini e caratterizzata dalla finestra centrale riccamente decorata e sormontata dallo stemma borbonico. Ai lati della finestra si aprono due nicchie che ospitano le statue di San Rocco e San Filippo Neri. Sulla sommità del frontone monocuspidale è posta la statua dell'Immacolata. L'interno, di fattura sobria dovuta a rimaneggiamenti ottocenteschi, custodisce, lungo le pareti laterali, dei medaglioni rococò in pietra leccese contenenti tele raffiguranti alcuni episodi della vita della Madonna, autografe opere della pittrice ruffanese Maria Rachele Lillo.

### Chiesa Valdese
La Chiesa Valdese di Cutrofiano nasce intorno al 2011 e si trova al di fuori del centro abitato, in Contrada Macchia ed è una delle Chiese che si occupano dei Cristiani Protestanti in Salento.

### Palazzo Filomarini
Palazzo Filomarini è un'opera seicentesca attribuita a Francesco Manuli. La struttura è il risultato dell'adattamento e della ristrutturazione del preesistente castello. È anche conosciuto come Palazzo della Principessa perché a Marianna, ultima dei Filomarini, morta nel 1845, succede il figlio Gaetano d'Aragona che sposa Sara Pryce. Quest'ultima, morta nel 1897, veniva chiamata dagli abitanti del luogo Principessa.
Dell'antica costruzione rimangono parte del piano inferiore e una torre quattrocentesca. Sono riconducibili al Cinquecento i balconi della facciata in piazza Municipio, l'elegante gruppo scala e il balcone che si affaccia nel cortile interno. La sobria facciata di Via Filomarini, in pietra locale, con portale bugnato ed i doccioni antropomorfi, risalgono al XVII secolo. L'edificio è attualmente sede di mostre d'arte.

### Chiesa e cripta rupestre di San Giovanni Battista
La cripta di San Giovanni Battista è sita in località San Giovanni, a circa 1 km dal centro urbano. La località ospita oltre alla cripta, una chiesetta rupestre, una piccola necropoli medievale, un frantoio sotterraneo e una grande cisterna.
L'ipogeo, di piccole dimensioni con un impianto planimetrico circolare, è scavato interamente nella roccia. La cripta ospitò molto probabilmente una comunità di monaci basiliani insediatasi tra l'VIII e il IX secolo. Le pareti lasciano intravedere deboli tracce di affreschi ormai irrimediabilmente perduti. Adiacente all'ingresso della cripta sorge una chiesetta dedicata a San Giovanni Battista costruita sul luogo dove sorgeva un'altra chiesa crollata nel 1607.

### Altri beni artistici e ambientali
- Palazzo Marino. Del XVI secolo, ristrutturato all'inizio del Settecento.
- Sito Pretore. Abitato in periodo romano, successivamente sede di un casale medievale.
- Masseria Monaci. Nei suoi dintorni esiste un complesso di grotte, formate dall'estrazione della pietra.
- Località "Scacciato", un pagus di epoca romana nei cui pressi è emersa una fornace figulina di epoca imperiale, ora compresa (ma salvata) nel vano sottostante un supermercato di detersivi.

### Parco dei fossili
Il Parco si trova lungo la strada Aradeo-Cutrofiano presso l'incrocio per Sogliano Cavour. È accolto in un'ex cava d'argilla, in contrada Lustrelle, dismessa alla fine degli anni settanta.
In questo giacimento a cielo aperto, esteso per circa 12 ettari, sono esposti vari strati geologici, di origine marina, alcuni dei quali straordinariamente ricchi di fossili. Famosissima nell'ambiente scientifico italiano ed estero per l'abbondanza e per lo stato di conservazione dei reperti, la cava visse un periodo di abbandono e rischiò di andare perduta durante gli anni ottanta, quando divenne una discarica abusiva di rifiuti. 
Negli anni novanta la nuova ditta proprietaria, la Colacem di Gubbio, che possiede un cementificio nella vicina Galatina, provvide al suo recupero bonificandone i confini ed il fondo, piantumando ben 8000 alberi lungo i bordi a pendio dolce.

## Società

### Evoluzione demografica
Abitanti censiti

### Etnie e minoranze straniere
Al 31 dicembre 2020 a Cutrofiano risultano residenti 184 cittadini stranieri. Le nazionalità principali sono:

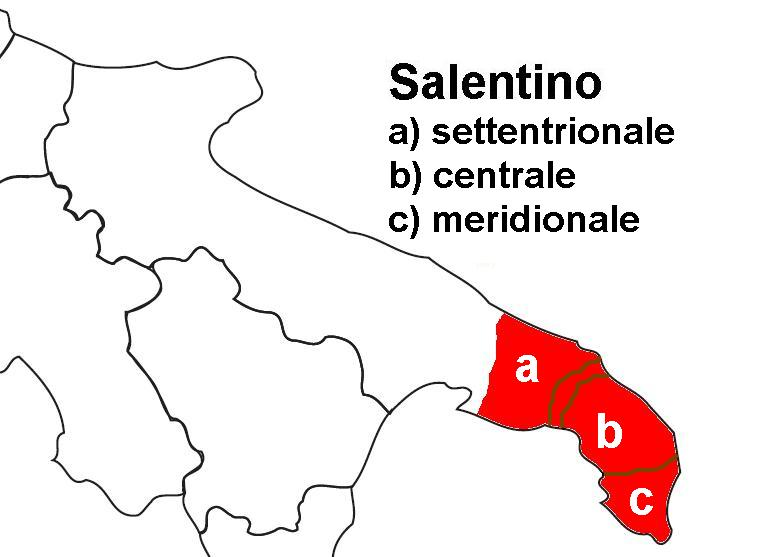
Diffusione del dialetto salentino

- Romania - 47
- Regno Unito - 21

### Dialetto
Il dialetto parlato a Cutrofiano è il dialetto salentino nella sua variante meridionale. Il dialetto salentino si presenta carico di influenze riconducibili alle dominazioni e ai popoli stabilitisi in questi territori che si sono susseguite nei secoli: messapi, greci, romani, bizantini, longobardi, normanni, albanesi, francesi, spagnoli.

## Cultura

### Eventi

#### Mostra dell'artigianato figulino
Cutrofiano rappresenta il più importante centro di produzione ceramica del basso Salento, perpetuando una tradizione antica che risale al Medioevo.
Nel mese di agosto si tiene la mostra annuale della terracotta che, istituita nel lontano 1973 (edizione n° 53 nel 2025), ha contribuito notevolmente al rilancio del settore, dopo la grave crisi del dopoguerra. Oggi esistono 8 botteghe ma, alla fine del secolo scorso, ve ne erano oltre 40.
Nel catasto onciario, nella metà del Settecento, su una popolazione di poco più di 600 abitanti, sono elencati 50 artigiani della terracotta divisi in codimari, piattari e pignatari. Alcuni erano spinti, così, a trasferire la propria arte altrove.
Dal 1973 la Mostra dell'artigianato figulo è un punto di riferimento per il Salento e la Puglia. 
La Mostra si divide in tre spazi: 
- Il Palazzo Ducale Filomarini che si trasforma in una grande bottega, dove è possibile osservare la lavorazione dell'argilla ed acquistare oggettistica, complementi di arredo.
- L'edificio scolastico, dove si possono ammirare ed acquistare manufatti in cartapesta, legno, pietra leccese, ferro battuto, tessuti.
- La Fiera del Gusto, uno spazio enogastronomico per scoprire i sapori tradizionali del territorio.

Non resta che visitare il Museo della Ceramica, ospitato presso la Biblioteca Comunale, dove sono esposti i manufatti dei vecchi artigiani locali, una collezione di maioliche, reperti di epoca medioevale, romana e in piccola parte preistorica.
La Mostra Mercato è organizzata dal Comune di Cutrofiano e dal Consorzio Ceramiche del Salento e si tiene nelle tre settimane centrali del mese d'agosto con apertura, ogni giorno dalle 17 alle 23.

## Economia
Il paese è caratterizzato da un'agricoltura ad alta produttività (olivi, viti, cereali, tabacco).
Gli allevamenti più importanti sono quelli avicoli. Rilevante il settore artigianale: più di 120 laboratori e botteghe e quasi 250 addetti.
L'artigianato rappresenta più di un terzo dell'imprenditoria non agricola. I settori più importanti vanno dalla lavorazione delle terraglie, alla carpenteria, alla falegnameria.
Le attività industriali sono costituite da circa 75 aziende, presso le quali è addetto il 21% della popolazione. Alle costruzioni è addetto il 9% della popolazione, le imprese sono una ventina. Gli altri rami economici importanti sono il commercio e i servizi, ai quali è addetto rispettivamente il 13 e l'11 per cento della popolazione.
Il commercio, con le sue circa 180 aziende, impiega il 30% della manodopera locale.
Nei servizi prevalgono i trasporti e le agenzie immobiliari.
La pubblica amministrazione è rilevante: 300 dipendenti (33% degli occupati). Dal punto di vista dell'occupazione e del ricambio aziendale, la città mostra indici al di sotto della media provinciale. Una certa crescita è registrabile fra le attività industriali e quelle dei servizi. Il risparmio bancario ha un peso importante: i depositi ammontano a circa 30 milioni di euro, gli impieghi a 23.

### Viticultura
Una delle produzioni agricole più diffuse è sicuramente quella della vite con tutte le attività ad essa connesse. I terreni migliori sono quelli in pendenza nella direzione di Aradeo e Collepasso. Infatti i vini prodotti in collina hanno potenzialità qualitative superiori in confronto a quelli prodotti in pianura. 
Oggi quasi tutte le nuove vigne sono basate su vitigni selvatici americani poco sensibili alla fillossera, un afide parassita che attacca le viti europee, e vengono utilizzate come portinnesto (arbusto su cui innestare le barbatelle dei vitigni autoctoni come la Malvasia Nera di Lecce o Negroamaro).
Associata alla cultura della vite è quella della produzione delle "barbatelle" (innesti di vitigni europei) oltre che degli impianti di spalliere o tendoni con le moderne tecniche per la meccanizzazione della produzione. Solo la raccolta dell'uva è forse l'unica attività ancora manuale.
Nel periodo della vendemmia tutta la popolazione è impegnata sia per la produzione in proprio del vino sia per il conferimento alle aziende di trasformazione ed imbottigliamento dei paesi limitrofi tra cui Galatina che vanta una produzione di ben 9 vini DOC nelle tipologie Bianco, Bianco Frizzante, Chardonnay, Rosato, Rosato Frizzante, Rosso, Rosso Novello, Negroamaro e Negroamaro Riserva.

### Ceramistica
È il settore artigianale più sviluppato e per cui Cutrofiano è nota al di fuori della provincia come centro di produzione di ceramiche artistiche.
Dopo un lungo periodo in cui l'argilla gialla locale era estratta, purificata, impastata, lavorata, essiccata, cotta e smaltata completamente a mano, oggi vengono usate delle macchine sempre più sofisticate e dei forni moderni per il controllo della temperatura e dei tempi di cottura. Parallelamente si sono sviluppate delle scuole di decorazione che negli anni settanta-ottanta hanno rivitalizzato quella che prima era solo un'umile attività di figulo in un'attività di rilievo artistico.
I manufatti che prima erano molto semplici e di uso quotidiano (stoviglie in terracotta smaltata, giare per la conservazione dell'olio, capase per mantenere i legumi o altre derrate alimentari) ora sono finemente decorati e smaltati con produzione di oggetti d'arte veramente unici.
Vi sono inoltre delle produzioni in serie (per esempio i vasi da fiori di diverse dimensioni) che prima venivano ottenute con stampi in gesso e che ora utilizzano dei "robot" molto affidabili con stampi in acciaio e la tecnica della presso-intrusione. Solo cinquanta anni fa, quando ancora non esisteva la plastica, la terracotta era utilizzata per tutti gli usi quotidiani come materia di minor pregio rispetto al vetro o alle leghe metalliche con produzione di boccali, bicchieri, bacinelle per lavabo, vasi da notte, ecc. che venivano venduti nelle fiere e nei mercati settimanali dei vicini paesi tra cui il più importante quello del giovedì a Galatina. Oggi molti souvenir del Salento sono prodotti a Cutrofiano tra cui fischietti, salvadanai, "pignate", vasi da fiori, piatti da appendere. In alcuni matrimoni è uso far dono agli sposi di un servizio completo di piatti, vassoi, bicchieri con decorate le iniziali degli sposi o la data del matrimonio.

### Cesti e canestri
Un'attività artigianale svolta da alcuni contadini nelle piovose giornate invernali è quella di intrecciare cesti e canestri ("panare" e "canisce") con polloni di ulivo e strisce di canna che assomiglia più al bambù che alla cannuccia di palude. Lungo gli argini dei canali che solcano le valli e che raccolgono le acque piovane crescono delle grandi estensioni di canne comuni. Con queste piante che hanno una veloce vegetazione e raggiungono i 5-6 metri in altezza, i nostri contadini facevano di tutto. Da coperture per capanni (con sopra le tegole), tutori per alberi e piante rampicanti (pomodori, fagiolini), lettucci per essiccazione (pomodori, fichi), alle scope fatte con i pennacchi piumosi di 40–60 cm di color verde-violaceo. Ma la produzione ancora oggi utilizzata è quella di cesti e canestri, utilizzando i rami flessibili dell'ulivo (polloni) per intrecciare i manici ed i fondi. I lati del cesto vengono poi ricoperti con strisce di canna verde (ancora flessibile) che intrecciandosi con i rami robusti d'ulivo rendono resistente tutta la struttura.

### Industria
Le aziende industriali sono scarse.
Di rilievo è l'attività estrattiva della caratteristica pietra di Cutrofiano (tufo), nonché dell'argilla utilizzata sia per la produzione del cemento, sia per la produzione delle terrecotte.

## Infrastrutture e trasporti

### Strade
I collegamenti stradali principali sono rappresentati da:
- Strada statale 16 Adriatica; Lecce-Maglie.

Il centro è anche raggiungibile dalle strade provinciali interne: SP49 Cutrofiano-Corigliano d'Otranto, SP362 Galatina-Sogliano Cavour-Cutrofiano-Ruffano, SP363 Aradeo-Cutrofiano-Maglie, SP198 Cutrofiano-Collepasso.

### Ferrovie
La stazione ferroviaria più vicina è quella di Corigliano d'Otranto, posta lungo la linea Lecce-Otranto.

## Amministrazione
Sindaci dall'Unità d'Italia
- 1871-1878 Carlo Moro (sindaco)
- 1879 Silvestro De Siory (sindaco)
- 1880-1888 Carlo Moro (sindaco)
- 1889-1892 Francesco Marati (sindaco)
- 1893-1899 Agostino Mellone (sindaco)
- 1900-1903 Francesco Marati (sindaco)
- 1904-1906 Luigi Costa (sindaco)
- 1911-1914 Achille Benegiamo (sindaco)
- 1915-1916 Antonio Macchia (sindaco)
- 1917-1920 Francesco Marati (sindaco)
- 1921-1922 Antonio Macchia (sindaco)
- 1923-1926 Alfredo Gorgoni (sindaco)
- 1927-1935 Gaetano Bucci (podestà)
- 1936-1940 Michelangelo Gorgoni (podestà)
- 1941-1943 Marcello Rizzo (commissario prefettizio)
- 1944-1945 Vincenzo Vergine  (commissario prefettizio)

Elenco dei sindaci della città dalla proclamazione della Repubblica:
| Periodo | Periodo   | Primo cittadino      | Partito      | Carica                  | Note        |
| ------- | --------- | -------------------- | ------------ | ----------------------- | ----------- |
| 1946    | 1956      | Oronzo Benegiamo     |              | Sindaco                 | (2 mandati) |
| 1957    | 1958      | Giuseppe Notaro      |              | Sindaco                 |             |
| 1959    | 1960      | Antonio Donno        |              | Sindaco                 |             |
| 1961    | 1964      | Marcello Rizzo       |              | Sindaco                 |             |
| 1965    | 1966      | Antonio Melissano    |              | Sindaco                 |             |
| 1967    | 1985      | Raffaele Vergine     |              | Sindaco                 | (3 mandati) |
| 1985    | 1988      | Mario Gorgoni        |              | Sindaco                 |             |
| 1988    | 1988      | Nicola Prete         |              | Commissario prefettizio |             |
| 1989    | 1993      | Donato Melissano     |              | Sindaco                 |             |
| 1993    | 1993      | Michele Marcuccio    |              | Commissario prefettizio |             |
| 1993    | 1997      | Lucio Meleleo        |              | Sindaco                 |             |
| 1997    | 2001      | Rocco Rosario Ligori |              | Sindaco                 |             |
| 2001    | 2001      | Romolo Gusella       |              | Commissario prefettizio |             |
| 2001    | 2006      | Paolino Matteo       |              | Sindaco                 |             |
| 2006    | 2011      | Aldo Tarantini       | lista civica | Sindaco                 |             |
| 2011    | 2020      | Oriele Rolli         | lista civica | Sindaco                 | (2 mandati) |
| 2020    | in carica | Luigi Melissano      | lista civica | Sindaco                 |             |